# Parlamentswahlen in Kenia 1992
Die Parlamentswahlen 1992 wurden in Kenia am 29. Dezember 1992 durchgeführt. Die ersten Mehr-Parteien-Wahlen seit der Unabhängigkeit wurden durch den Vorwurf des Wahlbetrug und durch gezielte ethnische Gewalt in der Provinz Rift Valley überschattet. Human Rights Watch warf verschiedenen prominenten kenianischen Politikern, darunter auch Präsident Daniel arap Moi und Vizepremierminister George Saitoti vor, die Gewalttätigkeiten ausgelöst und organisiert zu haben. Zeitgleich fanden auch zum ersten Mal eine allgemeine Präsidentschaftswahl in Kenia statt, bis dahin wurde der Präsident des Landes jeweils durch die kenianische Nationalversammlung bestimmt. Die Wahlbeteiligung betrug 69,4 %.

## Nationalversammlung
| Partei                       | Stimmen   | %   | Sitze |
| ---------------------------- | --------- | --- | ----- |
| Kenya African National Union |           |     | 100   |
| Ford–Asili                   |           |     | 31    |
| Ford–Kenya                   |           |     | 31    |
| Democratic Party             |           |     | 23    |
| Kenya Social Congress        |           |     | 1     |
| Kenya National Congress      |           |     | 1     |
| PICK                         |           |     | 1     |
| ungültige/leere Stimmzettel  | 61.173    | —   | —     |
| Total                        | 5.425.595 | 100 | 188   |